# Solifer
Solifer Oy är en finländsk tillverkare av båtar, mopeder, husvagnar och cyklar. Företaget grundades 1954 av Matti Saurio och tillverkade då främst generatorer. Båtarna produceras fortfarande i Finland, resterande produktion är flyttad till låglöneländer.

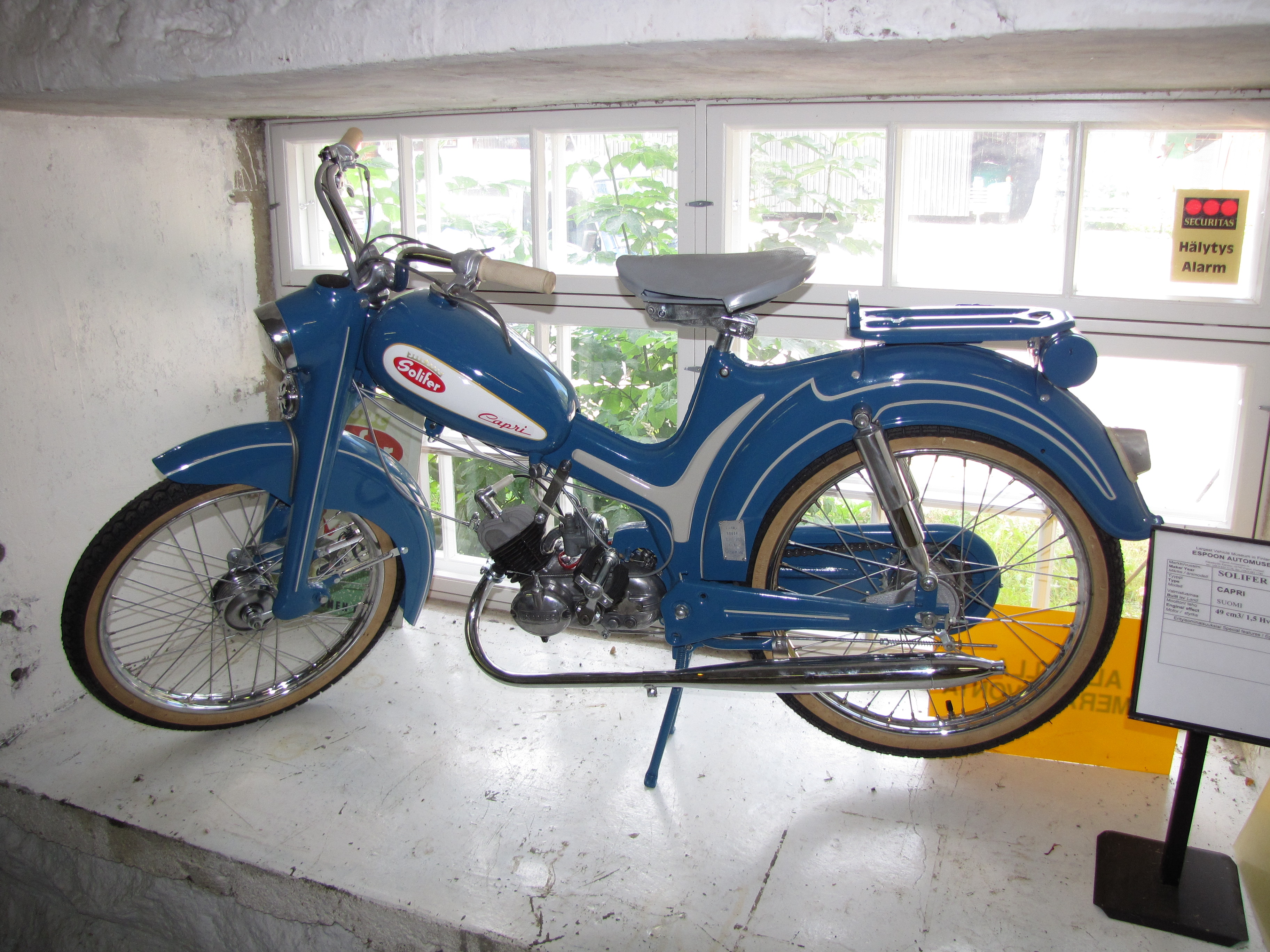
1958 Solifer Capri

## Mopeder
Tillsammans med Tunturi var Solifer en av de större mopedtillverkarna i Finland från slutet av 1950-talet till mitten av 1980-talet. Under åren 1958–1984 tillverkades cirka 175 000 mopeder med solifer, varav över 20 000 exporterades utomlands. 
Med cirka 1 200 registreringar under första halvåret 2010 var Solifer BT49QT den mest registrerade mopeden i Finland.